# Порослово (Псковська область)
Порослово (рос. Порослово) — присілок в Печорському районі Псковської області Російської Федерації.
Населення становить 5 осіб. Входить до складу муніципального утворення Муніципальне утворення Печори.

## Історія
Від 2015 року входить до складу муніципального утворення Муніципальне утворення Печори.

## Населення
| 2001 | 2002 | 2010 |
| ---- | ---- | ---- |
| 8    | ↗12  | ↘5   |